# Лебідь
Ле́бідь (Cygnus) — рід водоплавних птахів родини качкових.

## Опис

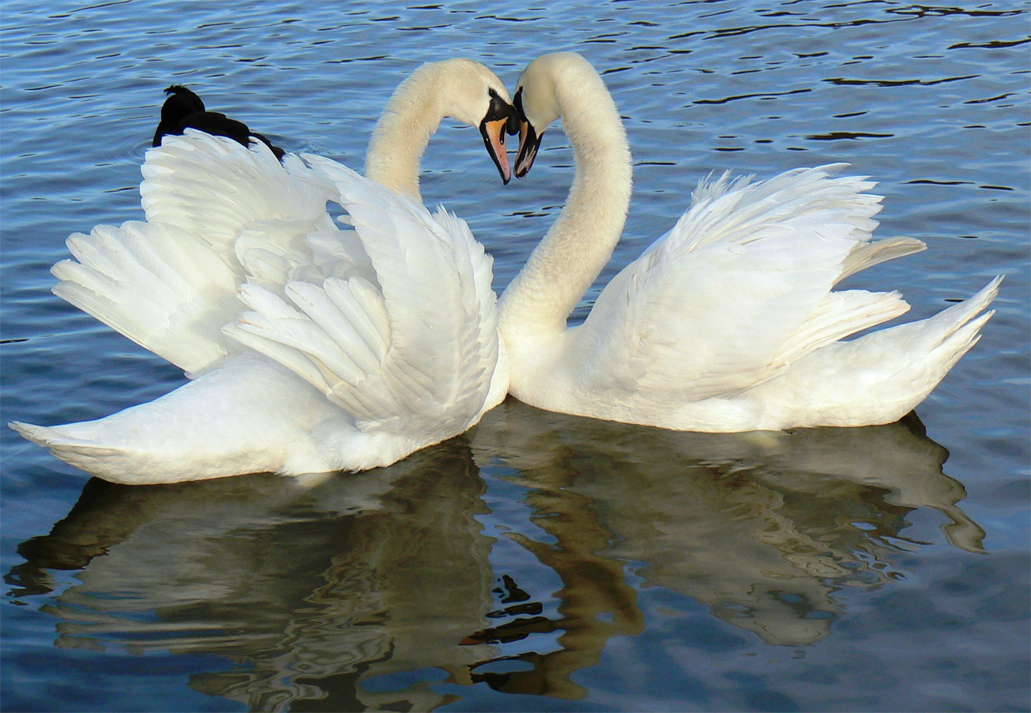
Приблизно так лебедів зображають на весільній символіці

Пір'я лебедів буває або чисто біле, або ж сірого чи чорного кольору. Забарвлення птахів залежить від кліматичних умов, в яких вони проживають: якщо вони живуть у південних (тепліших) областях, оперення буде темнішим, а якщо у північних (холодніших) — світлішим. Самиць і самців дуже важко відрізнити, бо особливих відмінностей зовнішності вони не мають. Білий лебідь має значні розміри тулуба, масу від 10 до 13 кілограмів. Довжина тіла дорослих особин досягає 120—180 сантиметрів. Витончена, довга шия дає змогу добувати їжу з самого дна водойм не занурюючись повністю. Розмах крил становить близько 2 метрів. У залежності, до якого виду належить представник, розміри тіла варіюють. Оперення щільне та водонепроникне. Добре розвинена куприкова залоза. Під час линяння чисельність оперення зменшується, відповідно йому стає проблемою злетіти, через що у цей період зростає ризик лебедя стати жертвою. У лебедів поперечні вирости країв дзьоба перетворились на зубці, що слугують птахам для утримання здобичі, дзьоб сірий або чорно-жовтого кольору. Лебеді є найбільшими водними птахами. Якщо представник виду за розміром такий як і гуска, лебедя можна відрізнити за наявним наростом при основі дзьоба. Лапи темного кольору, досить короткі, через що лебеді, пересуваючись по землі, справляють враження незграбних. Зате у них дуже розвинена літальна (гладенька) мускулатура, що дозволяє їм долати тисячі кілометрів на їх щорічних перельотах на південь і назад. У разі небезпеки лебідь сильним ударом крила може завдати значної шкоди ворогові (зламати кістку чи навіть вбити не великого хижака). Також лебеді володіють хорошим зором, таким чином вони бачать усе під водою, коли вони плавають, що дозволяє їм вчасно втекти від хижаків.у разі втечі лебідь широко махає крилами і ніби біжить по воді, розвиваючи при цьому велику швидкість.
Лебеді є моногамним птахами (тримаються однією парою до кінця життя). Якщо самець чи самиця помирає, інший партнер не шукає пари вдруге. Потомство виводиться обома батьками, що опікуються своїм молодняком протягом року після народження.
Пташенята у лебедів народжуються пухнасті, сірого забарвлення, молоді особини мають рожевий дзьоб і кінчик чорного кольору, незалежно від виду, колір і структура оперення змінюється через три роки життя. Розвиваються пташенята швидко, тому вже через кілька днів після народження можуть самостійно плавати разом із батьками. При наявності потомства самиці стають неспокійні та агресивні, захищаючи своїх пташенят. На відміну від інших видів птахів, пташенята лебедів не залишають гнізда одразу ж як тільки навчились літати, батьки піклуються та навчають своє потомство до двох років життя, для того щоб вони могли вижити якщо залишаться без батьків.
З турботою лебеді відносяться не лише до свого партнера і потомства, але й до інших родичів, таким чином при нездужані одного з членів зграї, лебеді можуть відкласти переліт до його одужання.
Найближчими родичами лебединих, з точки зору зоології є гуси і качки.

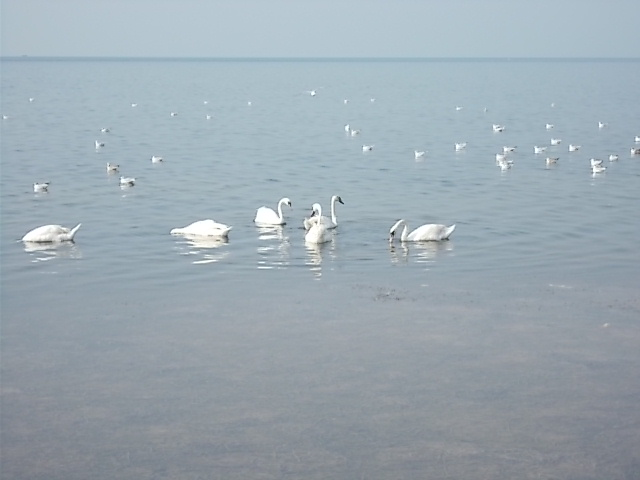
Зграя лебедів харчуються у Джарилгацькій затоці Чорного моря

## Поширення
Цих пернатих часто можна зустріти на території північної півкулі. Для проживання вони обирають такі місця як Нова Зеландія, Південна Америка, Австралія. Вони селяться в зонах тундрових лісів, тут можна зустріти представників таких видів як лебедь-шипун, тундровий лебідь та лебідь кликун. Лебеді селяться на водоймах, порослих очеретом; гніздо будують (самка) у заростях. З приходом холодів птахи вирушають у теплі краї на зимівлю та повертаються навесні. Лебеді вибирають віддалені місця від людей для проживання, однак якщо людське втручання не перешкоджає, а сприяє процвітанню життя (наприклад підгодовування птахів) вони можуть оселитись ближче до людей.

## Символізм

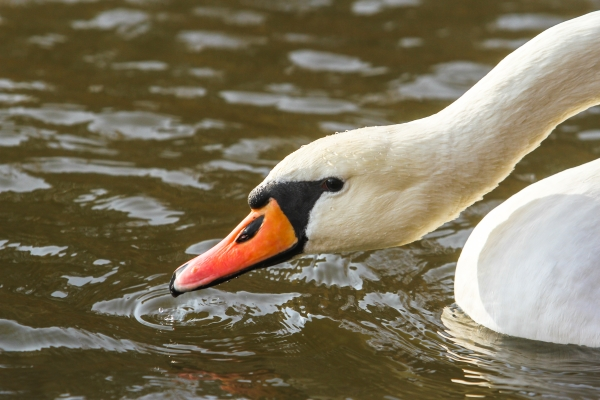
Голова лебедя

На території Англії лебідь вважається королівським птахом. Його назва означає блискучий. Лебеді символізують вічну і незмінну любов. Таку сильну любов часто позначають фразеологізмом «лебедина любов». Часто на весільній символіці зображають пару лебедів, повернутих одне до одного.
Лебеді — одні з улюблених і шанованих видів птахів в усьому світі і літературі та музиці. Одним з найвідоміших є балет Петра Ілліча Чайковського «Лебедине озеро». В його основу покладено історію давньої німецької легенди про принцесу-красуню Одетті, яку перетворив на лебедя злий чаклун Ротбарт.

## Використання людьми
У лебедів їстівне м'ясо. Проте частіше люди лебедів тримають не заради м'яса, а заради окраси місцевості. У Європі у багатьох містах для пари лебедів у ставках та озерах виділяли спеціальне місце. У багатьох королівських садах лебедів заводили, аби прикрасити ці місця.

## Види

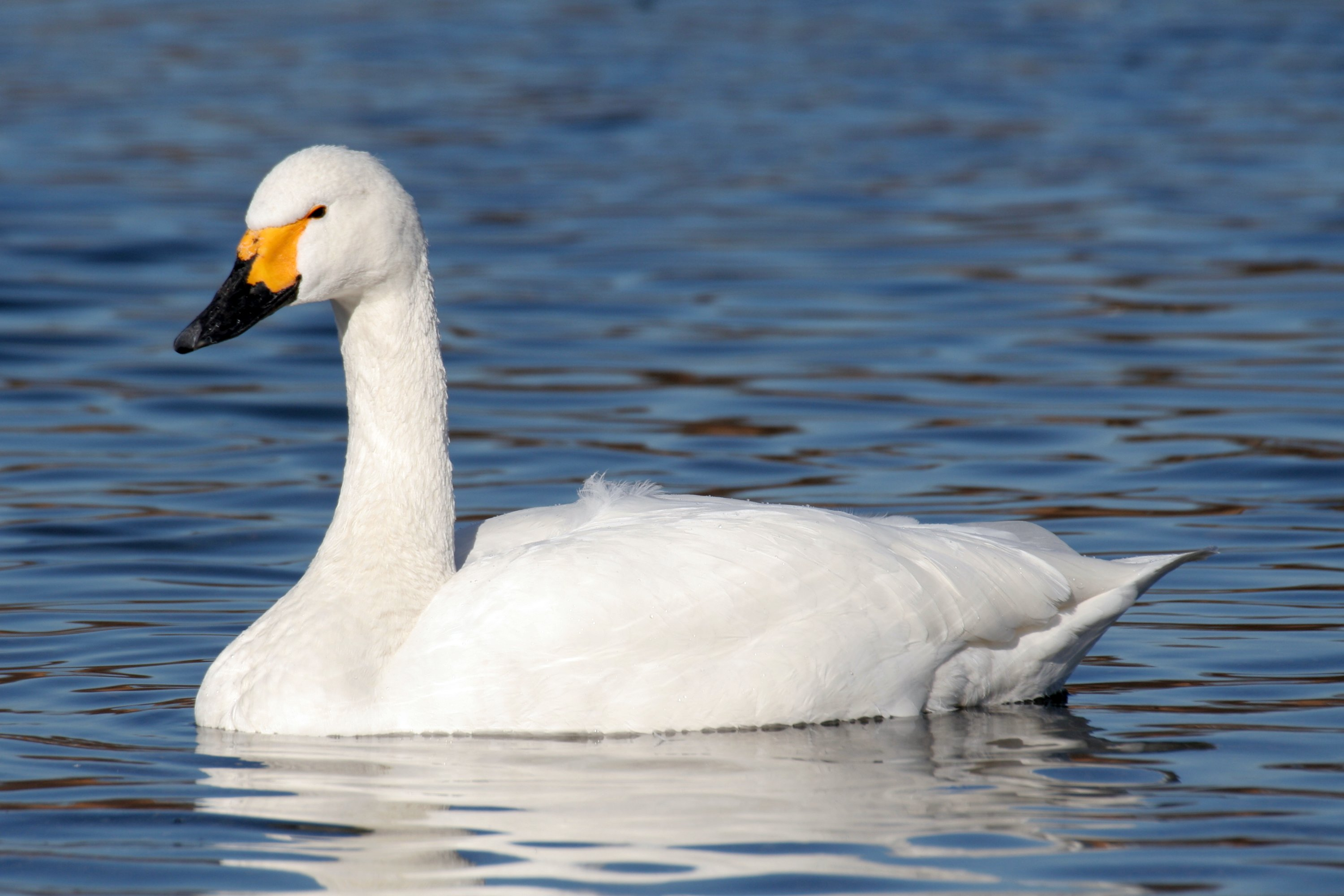
Малий лебідь — найрідкісніший із лебедів

- Лебідь-шипун (Cygnus olor)  — має таку назву через характерні шиплячі звуки, які представники цього виду видають коли не задоволені чи роздратовані. Служить символом Данії[7]. Це велика порода, особини можуть важити до 13 кілограм(трапляються масою 15 кг), самиці переважно мають меншу масу тіла (6-9 кілограм). Колір оперення — білий, у молодих особин віком до трьох років оперення буре, дзьоб — червоний із характерним цьому виду наростом. На відміну від інших порід, під час плавання лебідь шипун тримає шию зігнутою у формі латинської літери «S». Тривалість життя може тривати до 28 років.[9] У Великій Британії лебеді-шипуни, що плавають на річці Темзі належать королеві та їх вилов суворо заборонений[10]. Гніздо лебедя це пожовкла рослинність, яку збирає переважно самка. Кладка складає 5-8 яєць брудно-жовтого кольору, які насиджує переважно також самка. Населяють переважно водойми із зарослою водою (лимани, озера, іноді болота[11]).
- Лебідь-кликун (Cygnus cygnus) — свою назву отримав через характерні дзвінкі, трублячі звуки, які видає цей вид частіше під час перельотів, рідкісний перелітний та зимівний птах в Україні. Цей вид є визнаний національним птахом Фінляндії[4]. Один із найбільших видів птахів Росії, занесений в Червону книгу. Головна відмінність лебедя кликуна від інших видів є відсутність шишки (наросту) біля основи дзьоба. Шия у цього лебедя під час плавання витягнута та не є зігнутою, крила сильно притиснуті до тулуба. Проживають і гніздяться за теплих умов навколишнього середовища у Північній частині лісів: Євразії, від Скандинавських кордонів до Шотландії, Чукотки, Сахаліни, також можна побачити в північній частині Каспійського моря. На зимівлю вони перелітають у другій половині вересня на північну частину Середземного моря, південну та південно-східну Азію. Дуже маленька частина осіб не перелітає зимувати, а залишається на місцях гніздування це переважно скандинавські кликуни, що знаходяться на Балтійському озері, водна місцевість, що не замерзає. На весні, у другій половині березня вони повертаються назад. Харчуються переважно водоростями та рослинною їжею, а також дрібними тваринами (рибу потребують пташенята, оскільки для їхнього росту необхідна велика кількість білка), у лебедів цього виду рослинні харчі переважають над тваринною їжею[12].
- Лебідь малий, або тундровий лебідь (Cygnus bewickii) — рідкісний перелітний та зимівний, занесений до Червоної книги України. Масою тіла всього від 4,9 до 6,5 кілограм, з довжиною тіла від 107 до 132 сантиметрів, розмах крил від 173 до 200 сантиметрів. Від лебедя-кликуна відрізняється коротшою шиєю та меншими розмірами. Молодий птах має сірого кольору оперення, жовтувато-бурий або червонувато-бурий дзьоб, повністю біле оперення має після третього року життя. Селиться на місцях низинної тундри, у рослинному покриві яких домінують осоки, кладка з 1-5 яєць, насиджування триває 29-30 днів. Через 40-45 днів після народження, молоді пташенята вже можуть літати. Під час зимівлі тримаються разом з іншими видами лебедів, рідше окремими зграями та сімейними групами на відкритих солоних водоймах. З місць зимівлі відлітають у березні (в цей час можна зустріти у внутрішній частині України). Під час перельотів для відпочинку зупиняються на великих водоймах. Зимує на Британських островах, північно-західному узбережжі Європи (Нідерланди, Німеччина), Південному узбережжі Каспійського моря, на узбережжі Південно-східної Азії (Японія, Китай). В Україні не гніздиться[13].
- Лебідь-трубач (Cygnus buccinator) — назва походить теж, від звуків, які видає птах від час спілкування з іншими особинами. Схожий до лебедя кликуна, проте дзьоб у нього чорного кольору.у неволі може жити до 30 років.
- Лебідь чорнодзьобий (Cygnus columbianus).
- Чорний лебідь (Cygnus atratus) -отримав свою назву через забарвлення оперення. Цей вид переважно водиться в Австралії, переважно селиться на болотах чи зарослих озерах, зокрема його можна побачити в зоопарку. Чорний лебідь є емблемою Західної Австралії[14].
- Американський лебідь (Cugnus columbianus) — один із найменших видів лебедів, що живуть у Північній півкулі. Його вага коливається від 4 до -10 кілограм, довжина тіла від 115 до 145 сантиметрів. Цей вид можна розпізнати по характерному кольору чорного дзьобу з маленьким жовтими плямами біля його основи (величина плям може варіювати). Американський лебідь також є моногамним птахом, пари вони утворюють наприкінці зими і час від часу пара підтримує стосунки за допомогою своєрідних танців. Кількість кладки яєць залежить від температури зовнішнього середовища (за несприятливих умов птахи можуть зовсім відмовитись від виведення потомства). Свої гнізда вони будують неподалік водойм, дно гнізд вистилають мохом. Гнізда і площу навколо них (близько 2 метрів) вони охороняють. Американський лебідь занесений до Червоної книги Росії[15].

Викопні

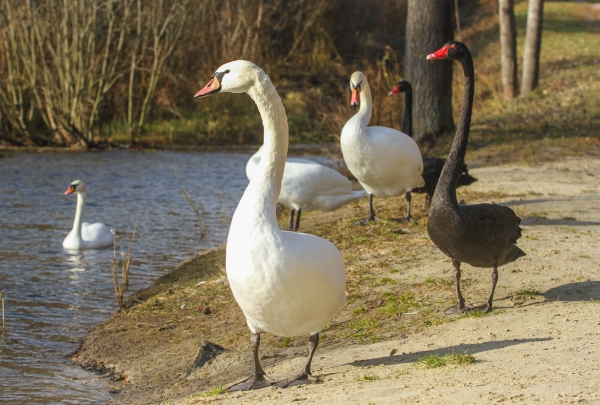
Птахи на березі

- † Cygnus sumnerensis (Австралія, вимер у 1650 році)
- †Cygnus csakvarensis Lambrecht 1933 (пізній міоцен, Угорщина)
- †Cygnus mariae Bickart 1990 (ранній пліоцен, США)
- †Cygnus verae Boev 2000 (ранній пліоцен, Болгарія)[16]
- †Cygnus liskunae (Kuročkin 1976) (пліоцен Монголії)
- †Cygnus hibbardi Brodkorb 1958 (ранній плейстоцен США)
- †Cygnus falconeri Parker 1865 sensu Livezey 1997a (плейстоцен, Мальта і Сицилія)
- †Cygnus paloregonus Cope 1878 (плейстоцен, США)
- †Cygnus equitum) Bate 1916 sensu Livezey 1997 (плейстоцен, Мальта і Сицилія)
- †Cygnus lacustris (De Vis 1905) (плейстоцен, Австралія)
- †Cygnus atavus (Fraas 1870) Mlíkovský 1992

## Факти
У 2006 році на водосховищі у Німеччині самиця чорного лебедя «створила» собі пару з катамараном, створеним у формі лебедя. Вона завжди плавала поруч із ним та виявляла агресію, коли до нього підходили люди. У зоопарку її намагались парувати з самцями, проте спроби виявились марними, оскільки лебеді — моногамні.

## У мистецтві

Герб міста Горґен у кантоні Цюрих, Швейцарія

Складено багато творів, героями яких є лебеді. Лебідь — одна з популярних істот у геральдиці.
Дуже відомий твір Ганса Крістіана Андерсена — «Гидке каченя».
Твір з Української літератури — «Лебеді материнства» за творчістю Василя Симоненка.
Твір — «Не стріляйте в білих лебедів» Бориса Васильєва.
Твір Михайла Стельмаха — «Гуси-лебеді летять».
Сузір'я «Лебідь».
Книга «Чорний лебідь».
Твір Олександра Олеся «Лебідь [Архівовано 9 грудня 2021 у Wayback Machine.]».
Твір Остапа Вишні «Лебідь [Архівовано 9 грудня 2021 у Wayback Machine.]».
Фільм «Чорний лебідь» — психологічний трилер.